# Stenogrammitis oosora
Stenogrammitis oosora là một loài dương xỉ trong họ Polypodiaceae. Loài này được Baker Labiak mô tả khoa học đầu tiên năm 2011.